# Fritz Grünbaum
Fritz Grünbaum, nato Franz Friedrich Grünbaum (Brno, 7 aprile 1880 – campo di concentramento di Dachau, 14 gennaio 1941), è stato un attore, sceneggiatore e musicista austriaco.

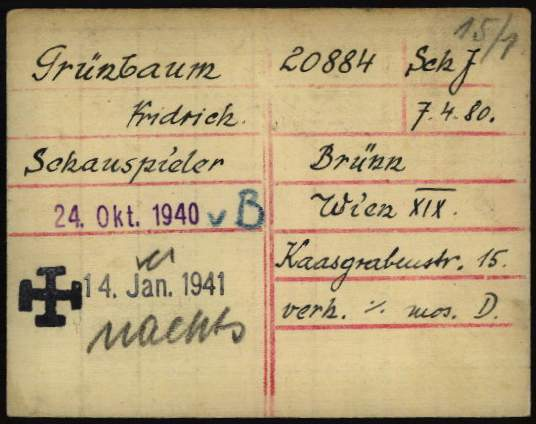
Scheda di registro di Fritz Grünbaum come prigioniero nel campo di concentramento nazista di Dachau

Fu una delle vittime della Shoah, ucciso nel campo di concentramento di Dachau.

## Filmografia

### Attore
- Il ratto di Monna Lisa (Der Raub der Mona Lisa), regia da Géza von Bolváry (1931)
- Mia moglie, che imbrogliona!  (Meine Frau, die Hochstaplerin), regia di Kurt Gerron (1931)
- Der brave Sünder, regia di Fritz Kortner (1931)
- Arm wie eine Kirchenmaus, regia di Richard Oswald (1931)
- Es wird schon wieder besser, regia di Kurt Gerron (1932)
- Einmal möcht' ich keine Sorgen haben, regia di Max Nosseck (1932)
- Un bacio e una canzone (Ein Lied, ein Kuß, ein Mädel), regia di Géza von Bolváry (1932)
- Mädchen zum Heiraten, regia di Wilhelm Thiele (1932)
- L'uomo senza nome (Mensch ohne Namen), regia di Gustav Ucicky (1932)
- Rosmarin im Glück, regia di Richard Löwenbein (1932)